# Lupus III Centullus van Gascogne
Lupus III Centullus (gestorven 819) was een zoon van Centullus, zelf een zoon van Lupus II Centullus van Gascogne. In 816 werden Sancho I Lupo, hertog van Gascogne, en zijn broer Garcia Lupo, graaf van Dax, gedood in een slag tegen de Moren. Lodewijk de Vrome vertrouwde in 817 het koninkrijk Aquitanië toe aan zijn zoon Pepijn I. Deze werd bijgestaan door zijn verwanten Gerard van Auvergne en Bernhard van Septimanië, maar handelde zo onhandig dat hij de plaatselijke heren tegen zich kreeg. In 819 kwamen Lupus Centullus en Garcia Centullus in opstand, maar zij werden verslagen: Garcia werd gedood en Lupus werd verbannen. Hij zocht zijn toevlucht in Spanje tot Alfons II van Asturië die hem een regering in Castilië toevertrouwde. Na de afzetting van Lupus Centullus kwam Gascogne terug bij het (West-)Frankische rijk. Het bestuur over Gascogne werd toevertrouwd aan afzetbare hertogen.
Lupus Centullus was de vader van:
- Centullus Lupus van Béarn
- Donatus Lupus van Bigorre.